# Ahmed Nazif
Ahmed Nazif (àrab: أحمد نظيف; nascut el 8 de juliol de 1952) va exercir com a primer ministre d'Egipte del 14 de juliol de 2004 al 29 de gener de 2011, quan el seu gabinet va ser destituït pel president Hosni Mubarak en motiu d'un aixecament popular que va provocar la revolució egípcia de 2011. Nazif va ser president en funcions d'Egipte del 5 de març al 15 d'abril de 2010, quan el president Mubarak va delegar les seves autoritats a Nazif mentre se sotmetia a una cirurgia a Alemanya.

## Biografia

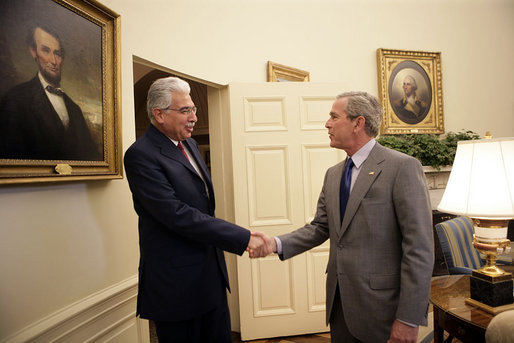
Nazif amb George W. Bush

Nazif va néixer al Caire. Va estudiar Enginyeria elèctrica a la Universitat del Caire el 1976 i té un doctorat en Enginyeria informàtica per la Universitat de MCGill del Canadà el 1983. El president Hosni Mubarak el va convidar a formar el nou govern el 9 de juliol de 2004. El primer ministre Nazif va jurar juntament amb catorze nous ministres el 14 de juliol de 2004. Va rebre el suport parlamentari immediat mitjançant un vot formal de confiança. Va ser el primer ministre més jove d'Egipte des de la fundació de la República i el segon primer ministre més jove de la història de l'Egipte modern. El seu gabinet estava format principalment per tecnòcrates i neoliberals amb una bona educació.
Després d'haver arribat al poder en substitució del primer ministre sortint Atef Obeid, que va dimitir en una reunió d'urgència del gabinet, provocant l'enfonsament del gabinet de quatre anys de 34 membres, la pressió per sotmetre's a reformes va créixer. Nazif havia exercit com a ministre de Comunicacions i Tecnologia de la Informació al govern d'Obeid. Abans d'això, Nazif havia estat professor a la Facultat d'Enginyeria de la Universitat del Caire.
No obstant això, després de la revolució egípcia, el president Mubarak va anunciar en la seva primera aparició des que van començar les protestes que havia demanat a Nazif i al seu govern que dimitissin, saquejant efectivament un dels governs més antics de la República moderna. Ahmed Shafik, que havia estat ministre d'Aviació Civil, va ser nomenat per substituir Nazif com a primer ministre el 29 de gener de 2011. Va ser detingut el 10 d'abril de 2011, després de la revolució egípcia de 2011 que va empresonar tota l'elit governant, acusant-los de malgastar diners públics, corrupció i permetre que altres en traguessin profit, a l'espera d'un judici. El 4 de maig de 2016, un veredicte final del tribunal d'apel·lació més alt d'Egipte va absoldre Nazif de tots els càrrecs de corrupció.
Durant el seu mandat com a primer ministre de Comunicacions i Tecnologia de la Informació, se li va atribuir l'establiment del pla de connexió gratuïta a Internet d'Egipte, així com la millora de l'accés públic als ordinadors a través d'ordinadors de baix preu venuts per productors privats a través de la Companyia de Telecomunicacions Egípcia (Telecom Egypt). El successor de Nazif al ministeri de comunicacions i amic seu Tarek Kamel ha col·laborat fortament per millorar el paper d'Egipte en els mercats internacionals de TI i millorar la infraestructura local per donar suport a la demanda d'aplicacions informàtiques que creix exponencialment a Egipte a la vida quotidiana. A Nazif també se li atribueix l'ajuda a fundar el primer departament d'enginyeria informàtica a la Facultat d'Enginyeria de la Universitat del Caire, liderant el projecte de la Targeta Nacional d'Identitat i informatitzant-lo, i establint l'Smart Village d'Egipte. Ha rebut la Medalla de Primer Grau de Ciències i Art d'Egipte.